# Hưng Long Đài
Hưng Long Đài (chữ Hán giản thể: 兴隆台区, âm Hán Việt: Hưng Long Đài khu) là một quận của địa cấp thị Bàn Cẩm, tỉnh Liêu Ninh, Cộng hòa Nhân dân Trung Hoa. Quận Song Đài Tử có diện tích 194 km², dân số 370.000 người. Mã số bưu chính của Hưng Long Đài là 124010. Chính quyền nhân dân quận đóng tại đại lộ Thạch Du. Quận Hưng Long Đài được chia ra thành 18 nhai đạo biện sự xứ: Chấn Hưng, Hưng Long, Bột Hải, Tân Công, Vu Lâu, Cao Thưng, Thự Quang, Hữu Nghị, Hồng Thôn, Bình An, Tân Sinh, Hoan Hỉ, Thẩm Thái, Tỳ Thái, Cẩm Thái, Hưng Hải, Hưng Thịnh, Sáng Tân.